# イブキゼリモドキ
イブキゼリモドキ（伊吹芹擬、学名：Tilingia holopetala）はセリ科シラネニンジン属の多年草。別名、ニセイブキゼリ、コイブキゼリ

## 特徴
茎は直立し、上部は分枝し、高さは30-100cmになる。根出葉と下部の葉には長い葉柄があり、葉は長さ5-10cmで1-2回3出羽状複葉になり、小葉は卵形で羽状に切れ込む。全体に無毛。
花期は8-10月。茎頂か、分枝した先端に複散形花序をつけ、5-8個の小散形花序をつける。花は直径1.5mmの小さな白色の5弁花。複散形花序の下にある総苞片は線形で1-2個、小花序の下にある小総苞片は線形で数個ある。果実は長楕円形で、油管は分果の表面側の各背溝下に2-3個、分果が接しあう合生面に4個ある。

## 分布と生育環境
日本固有種。北海道、本州中部以北に分布し、山地帯から高山帯下部の草地や林縁などに生育する。

## 名前の由来
本種は、従来、伊吹山に産することを理由として、和名をイブキゼリ（伊吹芹）としてきたが、本種は伊吹山にはない。伊吹山に産する本来の「セリ」はセリモドキ（芹擬）であるので、本種はイブキゼリに似て非なるものという意味から、和名をイブキゼリモドキ（伊吹芹擬）と改名された。同じようにニセイブキゼリは村田源(1974)による改名である。
種小名（種形容語）holopetala は、「完全なる花弁の」の意味。タイプ標本は1879年に飯豊山で採集されたもの。

## ギャラリー

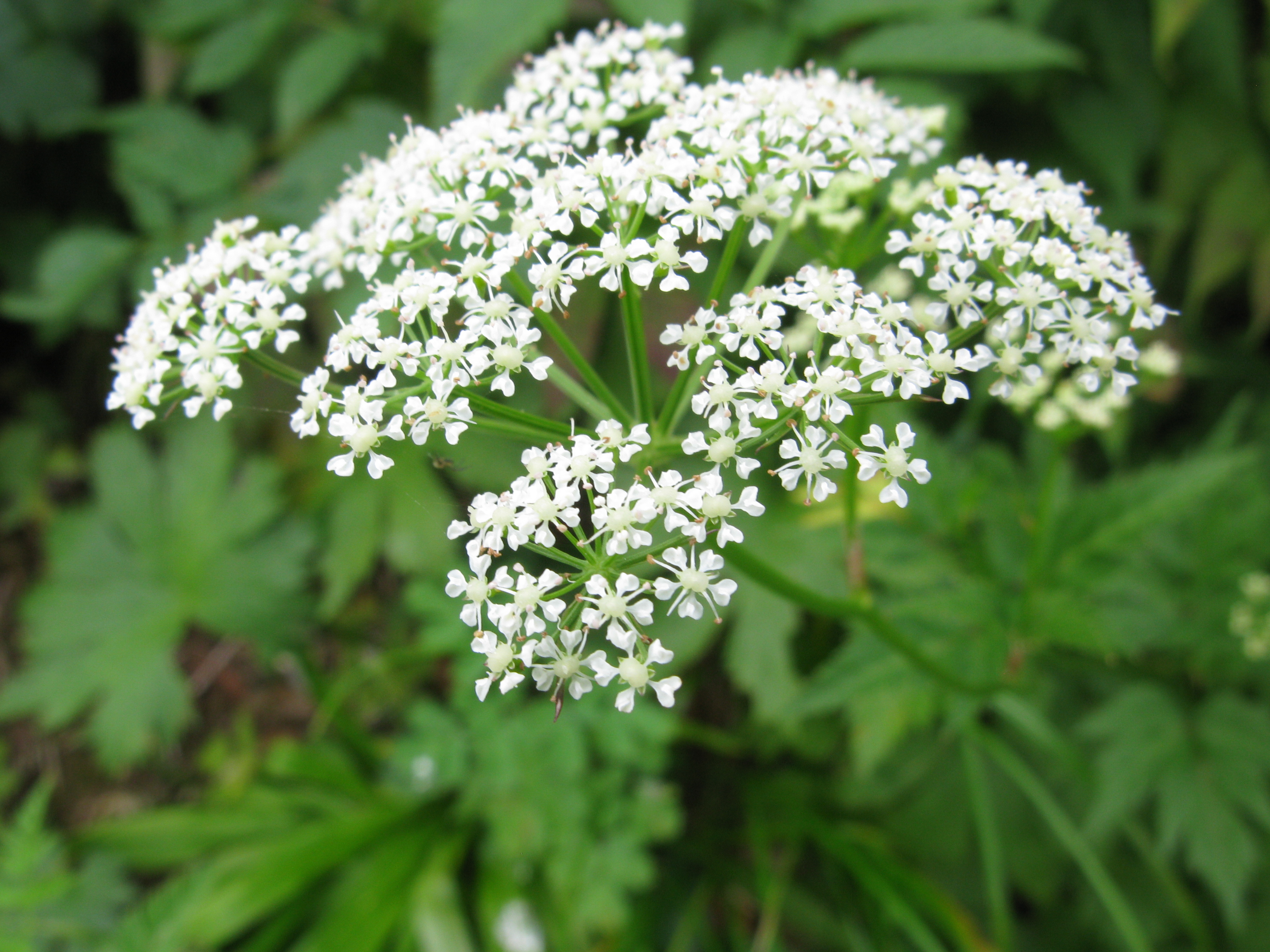
花は直径1.5mmと小さい。
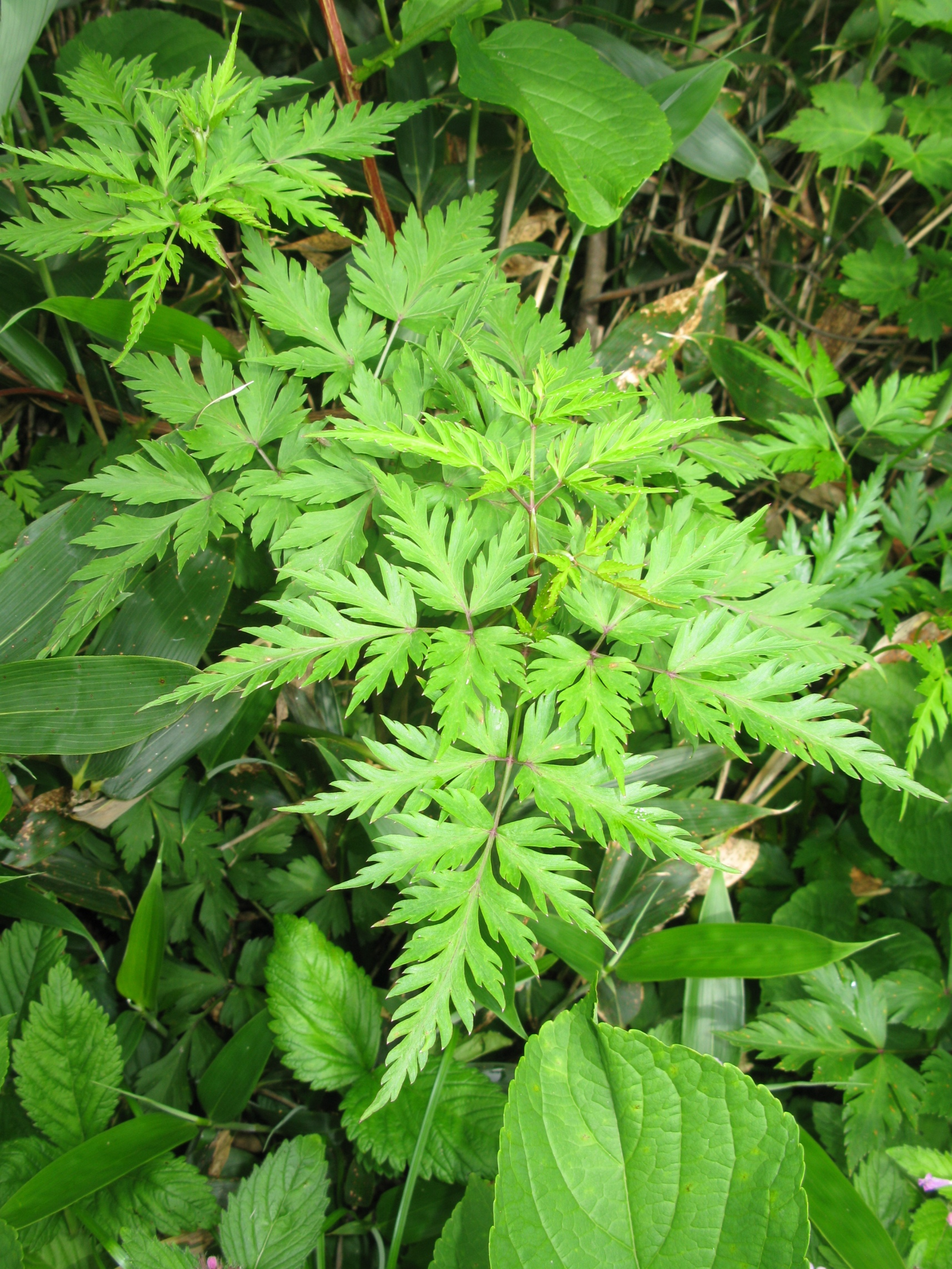
葉は1-2回3出羽状複葉。